# Château de Cocentaina
Le château de Cocentaina a fortement influencé la topographie de la vieille ville de Cocentaina (Alicante) dans la Communauté valencienne, Espagne.
Construit au XIVe siècle, ce bâtiment a subi plusieurs modifications successives. 
De nos jours, le château, monument essentiel et emblématique pour la ville Cocentaina, bénéficie de travaux nécessaires à sa conservation et à sa restauration, tout en servant de cadre à des initiatives culturelles.